# Center for Open Science

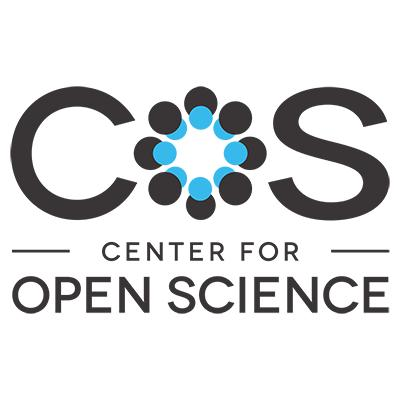
Logo

Center for Open Science – organizacja non-profit z siedzibą w Charlottesville w Wirginii. Jej misją jest „zwiększanie otwartości, integralności i powtarzalności badań naukowych”. Organizacja została założona przez Briana Noseka i Jeffreya Spiesa w styczniu 2013 roku. Finansowana jest przez Fundację Laury i Johna Arnoldów i inne.
Organizacja rozpoczęła pracę nad powtarzalnością badań psychologicznych, podejmując zakrojoną na szeroką skalę inicjatywę Reproducibility Project: Psychology. We współpracy z Science Exchange rozpoczęto także drugi projekt dotyczący powtarzalności badań z zakresu biologii nowotworów. W marcu 2017 r. Centrum opublikowało szczegółowy plan strategiczny. Brian Nosek przesłał list przedstawiający historię Centrum i kierunki działania w przyszłości.
W 2020 roku Centrum otrzymało grant od Fast Grants na promocję publikacji badań dotyczących COVID-19.
W 2021 roku Centrum zostało uhonorowane w kategorii instytucjonalnej za wkład we wspieranie uczciwości badań oraz poprawę przejrzystości i dostępności.

## Ramy otwartej nauki

### Projekt powtarzalności
Open Science Framework (OSF) to projekt rozwoju oprogramowania typu open source, który ułatwia otwartą współpracę w badaniach naukowych. Ramy te były początkowo wykorzystywane do pracy nad zagadnieniem powtarzalności badań psychologicznych, ale później stały się multidyscyplinarne. Obecnie projekt koncentruje się na empirycznych badaniach z udziałem społeczności, w zakresie powtarzalności badań znanych z literatury psychologicznej, na podstawie próbek z trzech głównych czasopism: Journal of Personality and Social Psychology, Psychological Science i Journal of Experimental Psychology: Learning, Memory, and Cognition. Naukowcy z całego świata dobrowolnie powtarzają wybrane przez siebie badania z tych czasopism i postępują zgodnie z protokołem projektowania i przeprowadzania replikacji kluczowego efektu o dużej mocy. Wyniki opublikowano w 2015 roku.

### Preprinty
W 2016 roku OSF uruchomiło trzy nowe usługi w zakresie preprintu: engrXiv, SocArXiv i (wraz z Towarzystwem Doskonalenia Nauk Psychologicznych) PsyArXiv. Następnie w 2017 roku otworzył własny serwer preprintów – OSF Preprints. Jego ujednolicona funkcja wyszukiwania obejmuje preprinty z OSF Preprints, a także te z innych serwerów, takich jak Preprints.org, Thesis Commons, PeerJ i wiele repozytoriów ArXiv.